# Dave Eggers
Dave Eggers (12 de março de 1970, Boston, Massachusetts) é um escritor e editor estadunidense.

## Biografia
Eggers nasceu em Boston, Massachusetts, cresceu no subúrbio Lake Forest (onde foi colega de escola do ator Vince Vaughn), e frequentou a Universidade de Illinois em Urbana-Champaign. Vive em San Francisco e está casado com a escritora Vendela Vida. Em outubro de 2005, Vendela deu à luz sua filha, October Adelaide Eggers Vida.
Eggers começou a escrever como editor na Salon.com e fundou a revista Might, enquanto escrevia uma história em quadrinhos chamada Smarter Feller (originalmente Swell, depois Smart Feller) para SF Weekly. Seu primeiro livro foi uma memória (com elementos fictícios) A Heartbreaking Work of Staggering Genius, de 2000. Centra-se na luta do autor para criar seu irmão menor em San Francisco após a repentina morte de seus pais. O livro converteu-se rapidamente num bestseller e foi finalista do Prêmio Pulitzer na categoria Geral Não-Ficção.
As memórias destacam por sua originalidade, idiosincrasia e por vários elementos estilísticos e inovadores. No princípio de 2001 foi reeditada em formato econômico, com um posfácio longo e apologético intitulado "Mistakes We Knew We Were Making".
No ano 2002, Eggers publicou sua primeira novela "You shall know our velocity“, uma história sobre a tentativa frustrada de repartir dinheiro a gente que lho merecesse enquanto viajava pelo mundo a esmo. Uma versão ampliada e revisada do livro foi publicada em Sacramento no ano 2003, com o mesmo título. Desde então, tem publicado uma colecção de contos curtos „How we are hungry“ e três séries relacionadas com temas políticos para Salon.com.
Em novembro de 2005 Eggers publicou "Surviving Justice: America's Wrongfully Convicted and Exonerated", um livro compilatorio de entrevistas com exonerados a sentenças de pena de morte. O livro foi compilado com Lola Vollen, "uma física especializada nas desgraças depois de abusos a grande escala dos direitos humanos“. O romancista Scott Turow escreveu a introdução de „Surviving Justice“.
Eggers é também o fundador da editora McSweeney's e editor da "Best American Nonrequired Reading Series", uma antologia anual de contos curtos, ensaios, reportagens, sátira e quadrinhos alternativos.
Em 2013 publicou O Círculo que foi adaptado em filme.

### Não-ficção
- A Heartbreaking Work of Staggering Genius ( Uma Obra Enternecedora de Assombroso Génio (título em Portugal) ou Uma Comovente Obra de Espantoso Talento (título no Brasil)) -2000)
- Teachers Have It Easy: The Big Sacrifices and Small Salaries of America's Teachers (co-autoria de Daniel Moulthrop e Niniveh Clements Calegari) (2005)
- Surviving Justice: America's Wrongfully Convicted and Exonerated (co-compilado com Lola Vollen; com introdução de Scott Turow) (2005)
- Zeitoun (2009)
- Visitants (2015)

### Ficção
- You Shall Know Our Velocity (romance) (2002)
- Sacrament (revisão de You Shall Know Our Velocity) (2003)
- The Unforbidden is Compulsory; or, Optimism (novela) (2004)
- How We Are Hungry  (A Fome de todos nós -contos) (2004)
- Short Short Stories (contos, parte da Pocket Penguin series) (2005)
- What Is the What: The Autobiography of Valentino Achak Deng ( O que é o que -romance) (2006)
- How the Water Feels to the Fishes (contos; parte de One Hundred and Forty-Five Stories in a Small Box) (2007)
- The Wild Things (Os Monstros) – romance inspirado por Where the Wild Things Are (2009)
- A Hologram for the King  (Um Holograma para o Rei) (2012)
- The Circle (O Círculo) (2013)
- Your Fathers, Where Are They? And the Prophets, Do They Live Forever? (2014)
- Heroes of the Frontier (romance) (2016)

### Humor
- Giraffes? Giraffes! (como Dr. and Mr. Doris Haggis-On-Whey, co-autoria de Christopher Eggers) (2003)
- Your Disgusting Head (como Dr. and Mr. Doris Haggis-On-Whey,co-autoria de Christopher Eggers) (2004)
- Animals of the Ocean, in Particular the Giant Squid (como Dr. and Mr. Doris Haggis-On-Whey, co-autoria de Christopher Eggers) (2006)
- Cold Fusion (como Dr. and Mr. Doris Haggis-On-Whey, co-autoria d Christopher Eggers) (2009)

### Roteiros
- Away We Go, com  Vendela Vida (2009)
- Where the Wild Things Are, com o diretor Spike Jonze (2009)
- Promised Land, roteiro de Matt Damon e John Krasinski, historia de Dave Eggers (2012)[3]

### Outros
- Jokes Told in Heaven About Babies (como Lucy Thomas) (2003)
- Salon.com serials: "The Unforbidden Is Compulsory Or, Optimism", "The Fishmonger Returns", e  "New Hampshire Is for Lovers" (2004)
- This Bridge Will Not Be Gray ( infantil, com Tucker Nichols - ilustrador) (2015)